# Código criativo

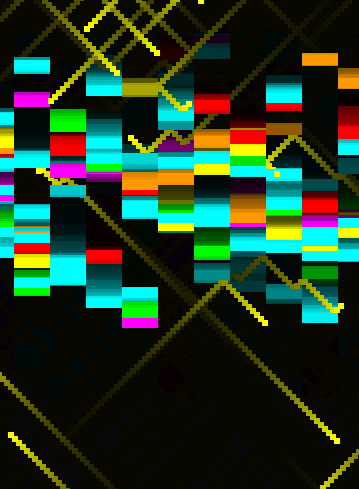
Uma versão altamente modificada do clássico jogo de computador de 1980, Breakout, produz glitches visualmente interessantes.

Código criativo é um tipo de programação de computador em que o objetivo é criar algo expressivo, ao invés de algo funcional. É usado para criar visuais ao-vivo e para VJing, bem como para criar designs de artes visuais, instalações de arte, projeções e video mapping, arte sonora, propagandas, protótipos de produtos, e muito mais.

## História
Usar programação para criar arte é uma prática que iniciou-se na década de 1960. Em décadas posteriores, grupos como Compos 68 exploraram, com sucesso, programação para propósitos artísticos. Da década de 1980 em diante, programadores experts adicionais ingressaram a 'Demoscene', e testaram suas habilidades uns contra os outros, criando "demos": criações visuais de alta competência técnica.
Atualmente há renovado interesse na questão de porquê a programação como método de produção de arte não floresceu. O Google tem interesse renovado com a iniciativa Dev Art, mas isto por sua vez gerou fortes reações por um certo número de codificadores criativos que defendem que cunhar um novo termo para descrever a prática deles é contra-produtiva.